# Квінто (Тічино)
Квінто (італ. Quinto) — громада  в Швейцарії в кантоні Тічино, округ Левентіна.

## Географія
Громада розташована на відстані близько 110 км на південний схід від Берна, 45 км на північний захід від Беллінцони.
Квінто має площу 75,2 км², з яких на 2,7% дозволяється будівництво (житлове та будівництво доріг), 28,2% використовуються в сільськогосподарських цілях, 28,5% зайнято лісами, 40,6% не є продуктивними (річки, льодовики або гори).

## Демографія
2019 року в громаді мешкало 1020 осіб (+1,4% порівняно з 2010 роком), іноземців було 23,8%. Густота населення становила 14 осіб/км².
За віковим діапазоном населення розподілялося таким чином: 17,1% — особи молодші 20 років, 53,7% — особи у віці 20—64 років, 29,2% — особи у віці 65 років та старші. Було 465 помешкань (у середньому 2,1 особи в помешканні).
Із загальної кількості 663 працюючих 71 був зайнятий в первинному секторі, 138 — в обробній промисловості, 454 — в галузі послуг.